# الغارة الجوية الأمريكية على سوريا (يونيو 2021)
وجه الرئيس بايدن ضربات جوية ضد مجموعات ميليشيات مدعومة من إيران بالقرب من الحدود السورية العراقية في 28 يونيو 2021. واستُخدمت طائرات إف-15 إي وإف-16 لشن الهجوم فيما وصفته الولايات المتحدة بأنه هجوم انتقامي رداً على استهداف الميليشيات منشآت وأفراد أمريكيين في العراق. وكشف الجيش الأمريكي في بيان له عن استهداف منشأتين للعمليات وتخزين الأسلحة في سوريا. وعلى الرغم من عدم كشف الولايات المتحدة عن المعلومات المتعلقة بالخسائر البشرية في الهجوم، فقد ذكر المرصد السوري لحقوق الإنسان أن تسعة مقاتلين على الأقل من ميليشيات عراقية مدعومة من إيران لقوا حتفهم، وأصيب العديد من الآخرين. وذكرت مجموعات ميليشيات عراقية متحالفة مع إيران في بيان لها أن أربعة أعضاء من فصيل كتائب سيد الشهداء قالوا إنهم قُتلوا في الهجوم على الحدود السورية العراقية.

## رد الفعل
أدان رئيس الوزراء العراقي مصطفى الكاظمي الهجوم الجوي ووصفه بأنه «انتهاك صارخ وغير مقبول للسيادة العراقية والأمن الوطني العراقي». وفي الوقت نفسه، أفادت الوكالة الإعلام الرسمية السورية (سانا) أن هجوماً صاروخياً جوياً وقع بعد منتصف الليل على منازل سكنية في ريف البوكمال، يُفترض أنه لطائرات حربية أمريكية، أدى إلى مقتل طفل وإصابة ثلاثة مدنيين.

## التداعيات
تعرضت القوات الأمريكية في سوريا لإطلاق نار بعد ساعات، في أعقاب الضربات الأمريكية على الحدود السورية العراقية. أطلقت الميليشيات الموالية لإيران صواريخ على القاعدة الأمريكية في حقل العمر النفطي في سوريا رداً على الغارات الجوية الأمريكية. ورد التحالف الأمريكي بإطلاق نيران المدفعية الثقيلة على مواقع الميليشيات المدعومة من إيران حول الميادين. ولم تقع إصابات خلال الهجوم، وفقاً لما كشفه المتحدث باسم عملية العزم الصلب، العقيد واين ماروتو.